# Sofía de Francia (1776-1783)
Sofía de Francia (Versalles, 5 de agosto de 1776-Versalles, 5 de diciembre de 1783) fue una princesa francesa, hija de Carlos Felipe de Francia, conde de Artois y futuro rey Carlos X, y de su esposa la princesa María Teresa de Saboya.

## Primeros años
Sofía nació en el Palacio de Versalles durante el reinado de su tío paterno, Luis XVI. Su padre era Carlos Felipe de Francia, conde de Artois, y su madre era la princesa María Teresa de Saboya, tercera hija del rey Víctor Amadeo III de Cerdeña y de la infanta María Antonieta de España.

## Mademoiselle

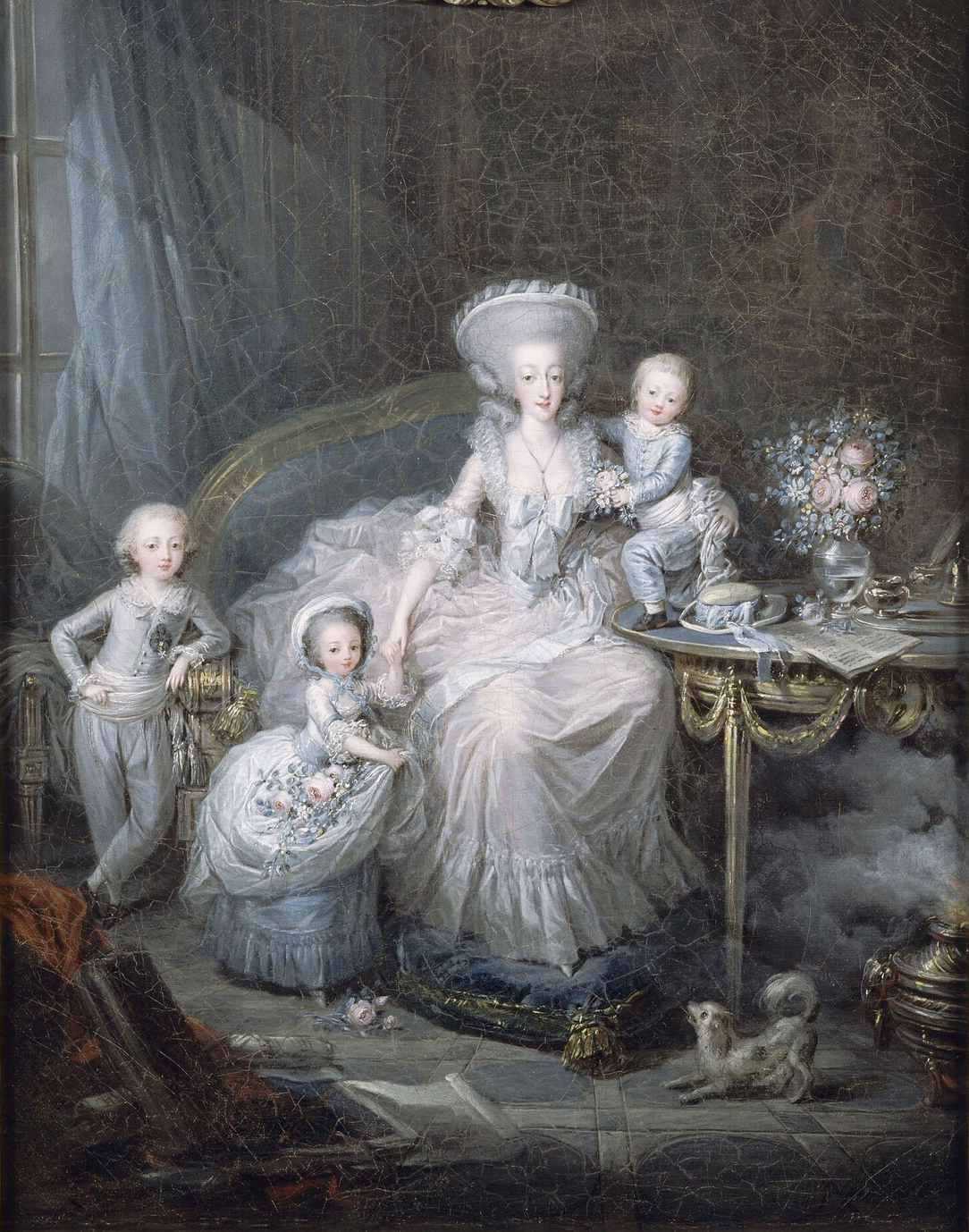
Sofía con su madre y sus hermanos, pintura de Charles E. Leclercq (ha. 1780).

Fue conocida como Mademoiselle, un tratamiento de gran prestigio que se le daba a la princesa mayor en la corte de Versalles. Sofía también fue titulada Mademoiselle d'Anguleme y Mademoiselle de Artois reflejando el ducado de Angulema, que era el título de su hermano Luis Antonio.
Su padre, como hijo del Delfín de Francia, tenía el rango de Nieto de Francia. Luis XVI declaró que su sobrina y sus hermanos serían considerados como nietos de Francia a pesar de no haber nacido de un rey o delfín de Francia. Este rango de Nieto permitió a Sofía al tratamiento de Alteza Real, pero ella siempre fue conocida como Mademoiselle.

## Fallecimiento
Sofía murió en el palacio de Versalles, a la edad de siete años. Fue enterrada en la Basílica de Saint-Denis afueras de París, el lugar del entierro tradicional de los Borbón. Por su fallecimiento se decretaron nueve meses de duelo en la corte francesa. Existen retratos de Sofía y de su familia en Versalles, una de ellos realizado por la famosa Marie-Louise-Élisabeth Vigée-Lebrun.
La reina María Antonieta le escribió a su hermano el emperador José II, una carta fechada el 20 de diciembre de 1783: «El conde de Artois se entristeció como debía por la muerte de su hija, es decir, muy conmovido por su muerte y durante su enfermedad. En efecto, este niña tenía una razón y una sensibilidad, hasta el final, por encima de su edad, pero la conocía demasiado poco para estar desesperada, y me parece que estaba muy bien y sobre todo muy natural al respecto. Para la condesa de Artois, que no sentía nada, no le dolió más la muerte de su hija que cualquier otra cosa».

## Títulos
- Del 5 de agosto de 1776 al 5 de diciembre de 1783: Su Alteza Real, Mademoiselle d'Artois.
- Del 16 de septiembre de 1824 al 2 de agosto de 1830: Su Alteza Real, Madame (título póstumo).[4]